# Municipio de Chapa de Mota
El municipio de Chapa de Mota es uno de los 125 municipios del Estado de México, México. Limita al norte con los municipios de Villa del Carbón y Jilotepec, al sur con Morelos y Villa del Carbón, al oeste con Timilpan y Morelos, y al este con Villa del Carbón.

## Nombre
El nombre que tenía el lugar antes de la llegada de los españoles era Chiapa o Chiapan, que en náhuatl se compone de Chía, nombre de la semilla de Chía; Atl, que significa agua; y Pan, que significa lugar, por lo que Chiapan quiere decir en el río de la chía. El nombre Mota proviene del conquistador español Jerónimo Ruiz de la Mota, quien recibió este pueblo en Encomienda.
La extensión territorial del municipio es de 289,49 km² y representa el 1,3% del territorio estatal.  

### Toponimia

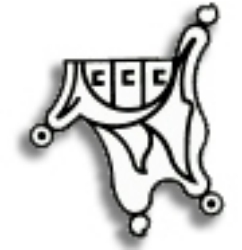
Topónimo de Chapa de Mota

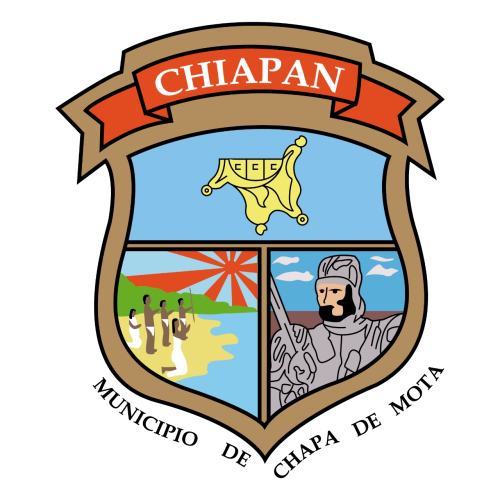
Los colores oficiales que adopta el Ayuntamiento son los establecidos en el Escudo Municipal y se utilizarán en las oficinas y edificios públicos Municipales.

El nombre de Chapa de Mota inicialmente fue denominado Ñonthé, que significa, “CIMA DEL CERRO” o “CABEZA DE CERRO”, por los Otomíes quienes la fundaron por el año 200 de nuestra era, para el año 658, esta tierra es invadida por los Aztecas y le llamaron “Chiapan”, “EN EL RIO DE LA CHIA”. Después de la Conquista de Tenochtitlan, Chiapan se le otorga como encomienda a Jerónimo Ruiz de la Mota, por lo que se le asigna su apellido al Municipio, quedando como CHAPA DE MOTA. 

### Escudo
La descripción oficial del escudo es como sigue: Se divide en tres secciones, en la sección superior se representa el jeroglífico prehispánico, asignado al pueblo de Chiapan, dependiente del reino de Tlacopan; en la sección inferior izquierda se representa el momento en que un hombre de Chiapan funda un pueblo; y en la sección inferior derecha está representado el encomendero español, Jerónimo Ruiz de la Mota, lugarteniente de Hernán Cortés, a quien se otorgó en encomienda el señorío de Chiapan en reconocimiento a sus servicios. 
Los colores del Escudo son a saber: el contorno del escudo es café, en la parte superior del mismo, se encuentra una franja roja en cuyo interior se encuentra la toponimia de “Chiapan” en color blanco; en la primera de las tres secciones se encuentra un fondo de color azul que representa el agua rodeando al jeroglífico del Municipio en color amarillo en el que flotan semillas de chia, simbolizados por puntitos negros. Las líneas negras más gruesas que se encuentran dentro de un recipiente trunco, en las que se aprecian figuras en forma de la letra C, representan tres puntos importantes de Chiapan: Macavaca, Zacapexco y Cahuacán. Las figuras en forma de C indican la subordinación de esos pueblos a Chiapan. Todas las líneas curvas que rodea al tecomate son una alegoría del agua, la cual fluye como un río. Los dos círculos concéntricos que aparecen en las protuberancias del glifo del agua simbolizan chalchihuites, la piedra preciosa de los nahuas, por último, los dos remates en forma de llamas, que se alternan con los chalchihuites, representan una metáfora de lo bello. 
En la segunda sección, inferior izquierda, se aprecia en el fondo del mismo el astro rey (sol) en todo su esplendor y el cual despide nueve destellantes rayos solares en tonos rojo, haciendo trasfondo el nítido cielo azul; igualmente forman parte del panorama algunos montes con una muy nutrida flora haciendo enlace con remanso de agua azul cristalina como el mar, así mismo se puede apreciar una peregrinación de cinco individuos y el momento en que, de pie, su líder, clava su cayado en señal de conquista para establecerse en este nuevo territorio. En la misma postura se encuentran dos hombres más, y de hinojos se encuentran dos mujeres, siendo personajes con los atuendos que son propios a cada sexo, es decir, los hombres con taparrabo blanco, del mismo color a su vez las dos mujeres portan su Tzintli y Cueitl, levantando ambas las manos con ofrendas como tributo al sol; todos los personajes tienen el tono de piel de color bronceado característico de la raza aborigen otomí. 
En la tercera sección, inferior derecha, se encuentra la imagen del capitán Jerónimo Ruiz de la Mota, cuyo atuendo está acorde con la investidura de su cargo, su armadura es en color gris y se encuentra empuñando con la mano derecha una espada, del mismo color de la armadura, a la altura del pecho; tiene el rostro de piel blanca y la barba negra apreciándose al fondo el color café del suelo chapamotense y el claro cielo azul. En el canto del escudo, de la parte inferior, se encuentra la inscripción “Municipio de Chapa de Mota”.

## Historia
El primer asentamiento en esta zona fue creado hacia el siglo XIV por una tribu ñhañhu" (otomí), quienes le dieron el nombre de Nonthé. Los mexicas incursionaron en la zona en el siglo XV, sometiendo e imponiendo tributo a los nonthenses. Durante este periodo los nonthenses se sumaron a la rebelión del pueblo vecino de Xilotepec y de Tlatelolco en contra de Tenochtitlán; esta rebelión fue vencida por el Tlatoani mexica Axayácatl, y desde esa fecha este pueblo quedó completamente sometido y bajo el mando de Tlacopan, ciudad aliada a los mexicas.
Los primeros pobladores de la región fueron los otomíes. Quizá hacia el siglo XIV data la fundación de Nonthé, “sobre el cerro”, como se llamó el lugar antes de ser sojuzgado por los mexicas. Fue a principios del siglo XV, cuando los mexicas incursionan en la región conquistando y obligando a pagar tributo a los nonthenses. Antes de su sometimiento definitivo, Xilotepec, pueblo otomí que ejercía influencia hasta el poblado de Nonthé, participa en una última aventura libertaria, uniéndose a los planes de Moquíhuix, rey de Tlatelolco, que emprende una guerra contra los mexicas, pero Axayácatl lo derrota. Cuando la coronación de Ahuitzol, sucesor de Tizoc, los mexicas nuevamente emprenden una guerra para juntar víctimas de sacrificio en la ceremonia de “lavatorio de pies y sacrificio”. Consumado el dominio azteca, Xilotepec y sus pueblos quedaron sometidos al estado de Tlacupan (Tacuba), constituyendo la provincia tributaria de mayor extensión en el imperio.

### La encomienda de Chiapan
Tras la conquista de Tenochtitlán, esta zona quedó bajo encomienda de Jerónimo Ruiz de la Mota y de sus herederos. Este personaje fundó el pueblo de Chapa, que sustituyó a la localidad ñhañhu y que hoy se mantiene como una de las principales localidades del municipio.
Jerónimo Ruiz de la Mota, fiel y diestro compañero de armas de Cortés, recibe en Encomienda vastas tierras que iban más allá de lo que hoy es el actual municipio. A partir de 1560, Pedro, Miguel e Isabel de la Mota, descendientes del afamado capitán, reciben sendas donaciones. Entre los primeros pobladores de la región están Tomás de Luna, Francisco de Salinas, Diego de Alcántara y Martín de Arangueren. A finales del siglo XVI, cambia de nombre la población, pues en 1596, Don Pedro de la Mota, gobernador de la provincia, regaló al ayuntamiento del lugar unas casas que se encontraban junto a la iglesia, para fundar allí un hospital. Durante esta época Chapa de Mota estuvo sujeta a la Alcaldía Mayor de Jilotepec.

### México independiente
Durante la Independencia la participación de los pobladores de la región se genera a partir de la llegada, a finales de 1814, del insurgente Ignacio López Rayón, quien tomó provisionalmente Jilotepec; al erigirse el Estado de México, Chapa de Mota, forma parte del distrito de Jilotepec. Hasta la creación del municipio, el territorio de lo que hoy es Chapa de Mota estuvo sujeto a Jilotepec.

### México moderno
En la actualidad, el municipio se ha transformado. Los cambios que ha impuesto la globalidad han llevado a crear y mejorar los servicios, con ello la transformación de la imagen urbana.

## Geografía

### Hidrografía

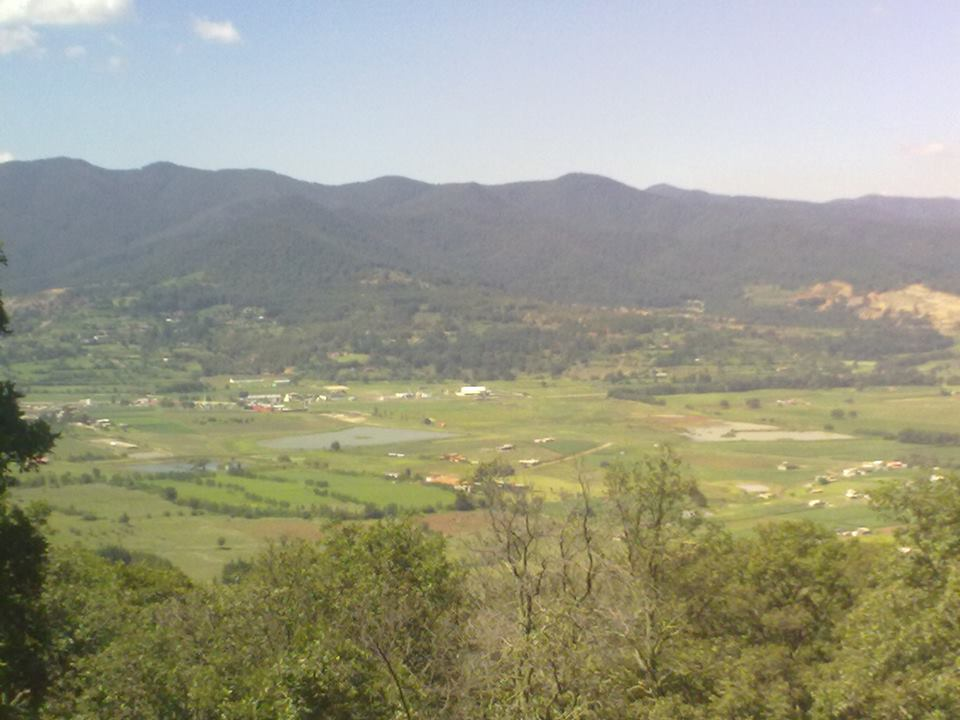
vista de desde el cerro de Mefi al centro de Chapa de Mota.

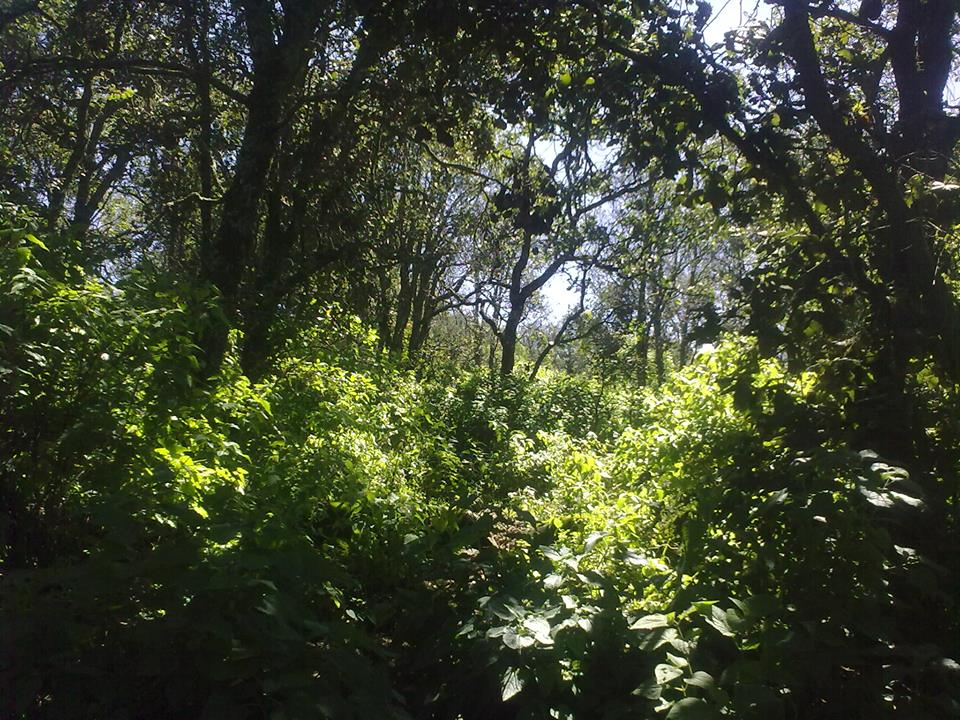
fotografía de la fauna de Chapa de Mota.

En este municipio y en el vecino Villa del Carbón nace uno de los ríos más importantes de México, el Pánuco.
El municipio cuenta con presas como la de la Concepción, cuya capacidad es de 3,1 millones de m³, que riegan 773 ha. La presa de Santa Elena tiene capacidad para 4,5 millones de m³ y riega 837 ha. La de Danxhó es la de mayor dimensión, su capacidad es de 20,6 millones de m³ que riegan 4985 hectáreas. De igual forma existen otras presas como “Las Lajas”, ubicadas en San Miguel, “El Membrillo” y “Tierra Blanca” de San Juan Tuxtepec, así como “La Esperanza” y “Las Brujas”.
Para dotar del vital líquido a las principales localidades, se cuenta con pozos, además se explotan mantos acuíferos subterráneos que en su mayoría se encuentran en una profundidad promedio de 200 metros. 

### Orografía
El municipio tiene alrededor de 20 cerros. Los cerros de las Ánimas, Chapa Viejo, Piedras Coloradas, Las Mesas, Yandeni, Bodenqui, Honti, Las Palomas, La Campana, Docuay y Tifini, son los que se encuentran de norte a sur por el oeste del municipio; por otro lado, los orientados a Tepeji del Río y Jilotepec, los cerros de Ojo de agua, Los Baños, Fresno, Cerro Verde, Las Pilas, Paté, El Campamento, Coyote y El Castillo.

### Clima
El clima se clasifica como templado subhúmedo y presenta una temperatura media anual que oscila entre los 14 y 49 grados Celsius. La precipitación pluvial media anual es de 1000 a 1200 mm. Los días de heladas van de 60 a 80.

## Política
El gobierno municipal le corresponde a su Ayuntamiento, el cual es electo para un periodo de tres años y que es electo mediante voto universal, directo y secreto; el ayuntamiento está conformado por el presidente Municipal;  1 Síndico Municipal, y 7 regidores, de éstos 4 son electos por mayoría relativa y 3 por el principio representación proporcional. Todos entran a ejercer su cargo el día 1 de enero del año siguiente en que se realizó su elección.

### Representación legislativa
Para la división territorial es distritos electorales donde son electos el diputado local y federal, el municipio de Chapa de Mota pertenece a los siguientes distritos electorales:
Local:
- 14 Distrito Electoral Local del Estado México con cabecera en Jilotepec.

#### Federal
- 01 Distrito Electoral Federal del Estado de México con cabecera en Jilotepec.

### Cronología de Presidentes Municipales
| Partido | Presidente Municipal        | Periodo   |
|         | José Rosas Sánchez          | 1940-1941 |
|         | Abel Sánchez B.             | 1942-1943 |
|         | Felipe Hernández            | 1944-1945 |
|         | Justo Martínez              | 1946-1948 |
|         | Arnulfo M. García           | 1949-1951 |
|         | Vicente Miranda S.          | 1952-1954 |
|         | Isaías Vega P.              | 1955-1957 |
|         | Homero Alcántara G.         | 1958-1960 |
|         | Vicente Miranda             | 1961-1963 |
|         | Sebastián Alcántara         | 1964-1966 |
|         | Eladio López G.             | 1967-1969 |
|         | José Rodea B.               | 1970-1972 |
|         | Rodolfo Guadarrama          | 1973-1975 |
|         | Justino Miranda N.          | 1976-1978 |
|         | Gustavo Sandoval L.         | 1979-1981 |
|         | Federico Laguna A.          | 1982-1984 |
|         | Justo Martínez Caballero    | 1985-1987 |
|         | Raymundo Salazar Gil        | 1988-1990 |
|         | Juan Martínez Pérez         | 1991-1993 |
|         | Emigdio Cruz Marcos         | 1994-1996 |
|         | Alfredo Hernández Miranda   | 1997-2000 |
|         | Roberto Zepeda Guadarrama   | 2000-2003 |
|         | Edel Rodea Lara             | 2003-2006 |
|         | Leticia Zepeda Martinez     | 2006-2009 |
|         | Joaquín Cruz Salazar        | 2009-2012 |
|         | Eduardo Martínez Vázquez    | 2013-2015 |
|         | Leticia Zepeda Martinez     | 2016-2018 |
|         | Leticia Zepeda Martinez     | 2019-2021 |
|         | Aniceto Pastor Cruz García  | 2022-2024 |
|         | María Guadalupe Franco Cruz | 2025-2027 |

## Demografía

### Grupos Étnicos
El 98% de la población habla el otomí, la cual asciende a 3,266 personas, es el único del municipi
De acuerdo a los resultados que presentó el II Conteo de Población y Vivienda en el 2005, en el municipio habitan un total de 2,128 personas que hablan alguna lengua indígena.

### Evolución Demográfica
La población de Chapa de Mota de acuerdo al Conteo General de Población y Vivienda 1995, asciende a 20,939 habitantes. Durante el primer lustro de la década de 1990, la tasa de crecimiento anual promedio fue de 2.5%. Sólo en 1994, el índice de natalidad y mortalidad, disminuyen.
Es importante señalar que para el año 2000, de acuerdo con los resultados preliminares del Censo General de Población y Vivienda efectuado por el INEGI, para entonces existían en el municipio un total de 22,628 habitantes, de los cuales 11,179 son hombres y 11,449 son mujeres; esto representa el 49% del sexo masculino y el 51% del sexo femenino.
De acuerdo a los resultados que presentó el II Conteo de Población y Vivienda en el 2005, el municipio cuenta con un total de 21,746 habitantes.

### Religión

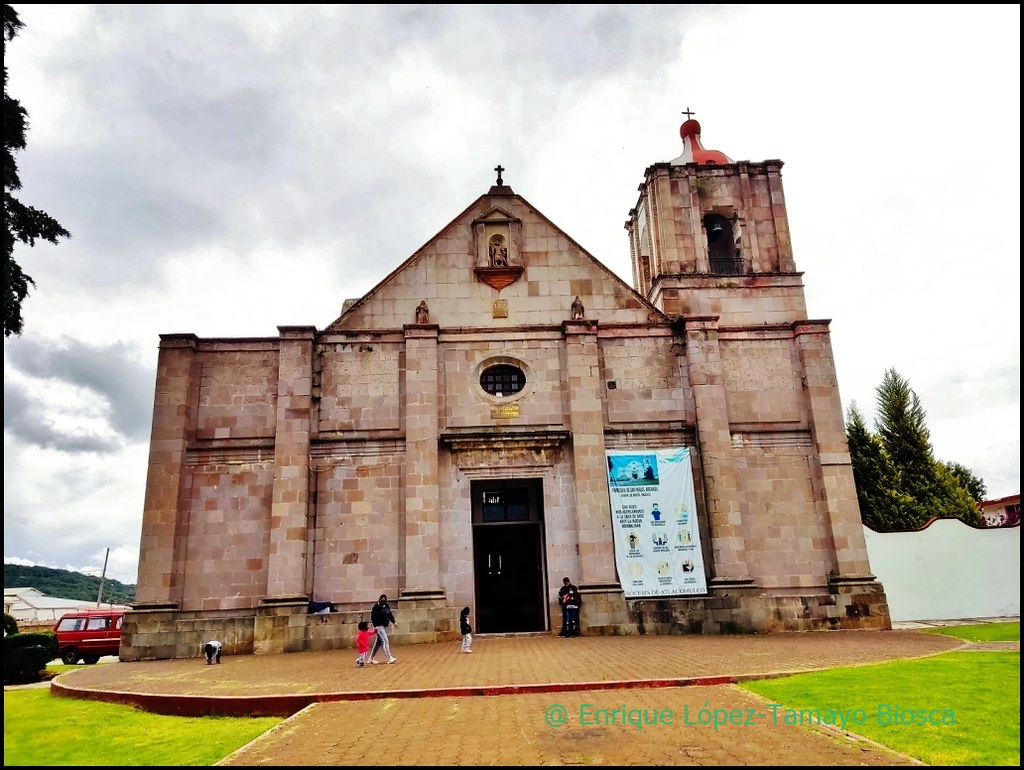
La Parroquia de San Miguel Arcángel, Chapa de Mota

La religión predominante es la católica con un total de 14,204 creyentes, que equivalen al 95% del total de la población del municipio. Sin embargo, se tiene presencia de otros grupos religiosos, que son minoría, como los evangélicos, Testigos de Jehová y otras asociaciones.
Además se encuentra la parroquia de San Miguel Arcángel, edificada en el siglo XVI (1563)  por los franciscanos. Dentro podrás conocer la pila bautismal tallada con motivos ancestrales otomíes, hecha de un monolito. En el atrio se ubica la Cruz de Caravaca, con doble brazo horizontal, que fue enviada desde España con el objetivo de ser el símbolo de adoración durante el proceso de evangelización de los indígenas.

### Localidades
Además del pueblo de Chapa de Mota destacan otras localidades densamente pobladas, que son las diez localidades más grandes del municipio y que en conjunto concentran aproximadamente al 25% de la población.
| Localidad                   | Hab. |
| San Felipe Coamango         | 5585 |
| San Juan Tuxtepec           | 5141 |
| Dongu                       | 3238 |
| La Esperanza                | 1737 |
| Tenjay                      | 1324 |
| Santa María                 | 1185 |
| Chapa de Mota               | 865  |
| Cadenqui                    | 826  |
| San Francisco de las Tablas | 800  |
| San Gabriel                 | 783  |

## Infraestructura social y comunicaciones

### Educación
Existen 90 escuelas, 39 de nivel preescolar, 39 primarias, 11 secundarias y 1 de nivel medio superior, mismas que son atendidas por un total de 293 profesores. La infraestructura educativa atiende el total de la demanda de la población, por lo que en esta entidad hay 9,478 alfabetas (78.6%) y 2,576 analfabetas (2.1%).

## Patrimonio

### Patrimonio natural
Chapa de Mota cuenta con dos parques estatales que son áreas naturales protegidas.
1. Parque Estatal Chapa de Mota, el cual recibió esta denominación el  26 de mayo de 1977[6], en donde se pueden hacer actividades ecoturísticas, como ciclismo de montaña.[7]
2. Parque Estatal Ecológico, Turístico y Recreativo Zempoala La Bufa (Parque otomí-Mexica del Estado de México), cuya extensión también abarca los municipios de Huixquilucan, Isidro Fabela, Jalatlaco, Jilotzingo, Jiquipilco, entre otros.[6]
3. Bioparque Estrella.[8]
4. Paraje México Chiquito, que es "un conjunto de rocas arcillosas erosionadas por el aga y el viento".[9]

### Cultura
Este municipio tiene dos bibliotecas públicas para que la comunidad pueda consultar  su acervo: 
1. Biblioteca Andrés Molina Enríquez, ubicada en la cabecera municipal.
2. Biblioteca Julieta Lechuga  de Pichardo, ubicada en la localidad de San Felipe Coamango[10][11]

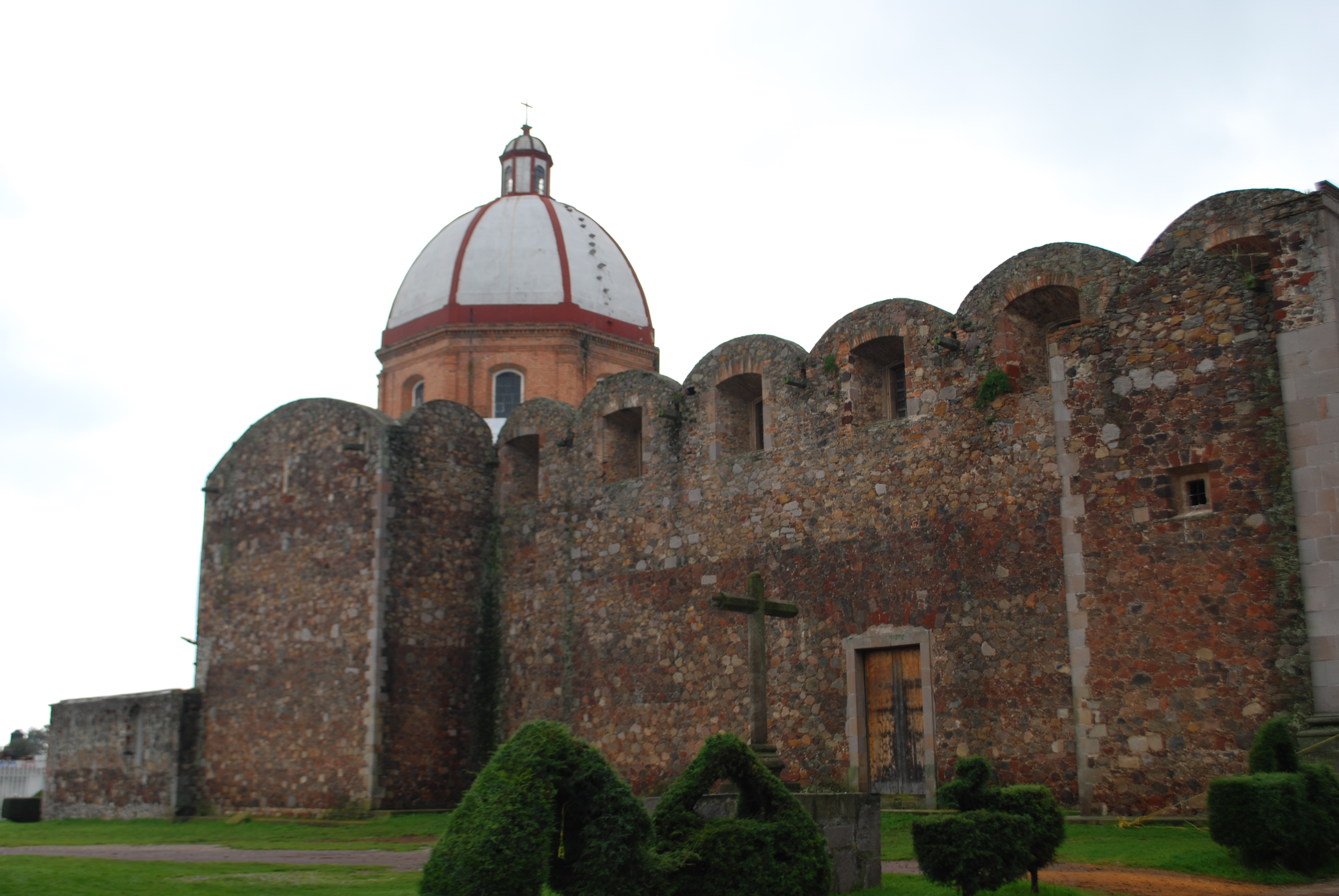
Parroquia de San Miguel Arcángel

El municipio también cuenta con una casa de cultura municipal:  
1. Casa de Cultura Municipal Chiapan[7]
 Además cuenta con varias iglesias,  algunas de éstas fueron construidas en el periodo colonial:

1. Parroquia de San Miguel Arcángel, construida en el siglo XVI por los franciscanos.[12]
2. Iglesia de la Virgen de los Ángeles
3. Iglesia de  San Francisco de las Tablas.
4. Iglesia de San Felipe Coamango.

#### Ferias y fiestas patronales
La principal fiesta en Chapa de Mota es en honor a San Miguel Arcángel. Esta festividad tiene raíces prehispánicas y se vincula con los procesos agrícolas y el culto a la naturales –como a los cerros. Por ello, el ciclo de esta fiesta inicia en el mes de mayo, y tiene su desenlace el 29 de septiembre, justo cuando también termina el ciclo de lluvias.
De igual manera, pueden encontrarse algunas ferias
1.     Feria de San Felipe Coamango en mayo.
2.      Feria de San Juan Tuxtepec 23 y 24 Junio.
3.     Feria de San Miguel Chapa de Mota 28 y 29 de septiembre.
4.      Feria de Dongu 12 de Diciembre. 

##### Artesanías
Uno de los elementos artesanales más representativos en este municipio son sus textiles, principalmente el Quexquémetl, una prenda para mujeres que es usada desde la época prehispánica en las etnias  otomíes y mazahuas.
Pers

### Ciencia
Observatorio de las Ánimas
El municipio de Chapa de Mota cuenta con el único observatorio astronómico del Estado de México. Este se encuentra en un área forestal protegida, con el objetivo de evitar el avance de la contaminación lumínica.
Cuenta con diferentes instrumentos para la observación astronómica en el espectro visible.
Telescopios astronómicos:
- Reflector: 23.62 plg.
- Reflector: 14 plg.
- Cámara Schmidt:14 plg.
- Refractor solar Halfa: 4.33 plg.
- Heliostato: 11 plg.

El observatorio está resguardado por la Sociedad Astronómica de México y cuenta con una serie de programas de divulgación de la astronomía y de colaboración con los principales centros de investigación en astrofísica del país.
- Página del "Observatorio de las Animas"

- Ubicación

### Salud
El Instituto de Salud del Estado de México (ISEM), con nueve unidades médicas, y el DIF con una, son los que prestan servicios médicos asistenciales. Estas unidades médicas son clasificadas como rurales. Falta cubrir de este servicio a más población.

### Abasto
Se cuenta con un tianguis, un rastro mecanizado, y una distribuidora de productos básicos como LICONSA.

### Deporte
El fútbol es el deporte que más se practica. Existen tres ligas de fútbol que cobijan a 50 equipos. Los otros deportes, aunque se cuenta con áreas de juego para ellos, no se practican. Tienen 22 aéreas deportivas en las localidades del municipio.

### Vivienda
De acuerdo al Conteo de Población y Vivienda 1995, en el municipio existían 3,796 viviendas habitadas, con un promedio de 5.5 habitantes, el material predominante es el adobe, bloque, tejas, lámina y concreto.
Cabe señalar, que en el año 2000, de acuerdo a los datos preliminares del Censo General de Población y Vivienda, efectuado por el INEGI, hasta entonces, existían en el municipio 4,669 viviendas en las cuales en promedio habitan 4.85 personas en cada una.
De acuerdo a los resultados que presentó el II Conteo de Población y Vivienda en el 2005, en el municipio cuentan con un total de 4,786 viviendas de las cuales 4,640 son particulares.

### Servicios públicos
De acuerdo a las estimaciones del ayuntamiento, se tiene una cobertura de:
Agua potable 81%
Electrificación 85%
Drenaje 16%

### Medios de comunicación
La radio y la televisión se captan de emisoras comerciales, principalmente. Los periódicos nacionales y locales llegan al municipio.
Se cuenta con correo, teléfono y servicios postales, 15 localidades cuentan con caseta telefónica. Hay cuatro agencias postales, una área administrativa y tres de distribución para las 32 localidades.

### Vías de comunicación
El municipio cuenta con 32.6 km de carreteras pavimentadas, 35.3 km de carreteras secundarias revestidas y 28.1 km de caminos rurales revestidos. Las líneas de autotransporte en el municipio son Monte Alto y ANASA, con corridas a Jilotepec y Villa del Carbón, cuenta con salidas al metro Toreo, al metro Politécnico y algunas veces al metro Rosario, y servicio de taxis que hacen base en las localidades para intercomunicar al interior y exterior del municipio.

## Personajes ilustres
El municipio de Chapa de Mota cuenta con la presencia de  personajes destacados: 

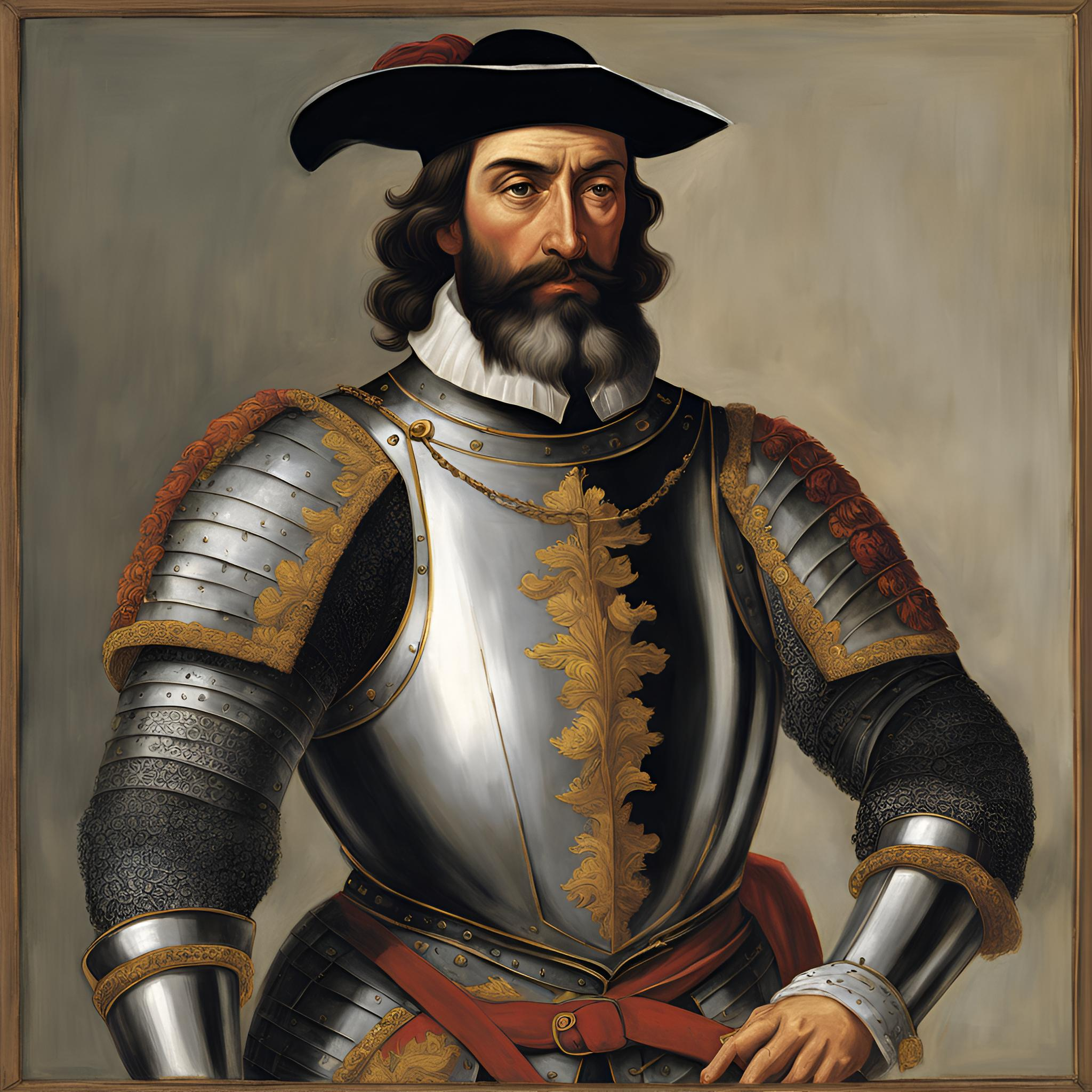
Capitán Jerónimo Ruiz de la Mota

#### Jerónimo Ruiz de la Mota (1495-1569)
Jerónimo Ruiz de la Mota, hijo de un regidor de Burgos y perteneciente a una influyente familia de la ciudad, tuvo su primer contacto con las Indias como “maestresala” de Diego Colón, quien lo recomendó para viajar a la Nueva España en 1521. Llegó como capitán de un bergantín que navegaba detrás del de Hernán Cortés, convirtiéndose así en testigo de todo el proceso de la conquista. Participó activamente en varias campañas, como la expedición al territorio zapoteca y la pacificación de otras provincias, además de trasladarse con Cortés a Honduras.
En reconocimiento a sus servicios, recibió dos encomiendas: una en el pueblo de Chiapa, cerca de México, y otra en territorio mixteca, en Mitlalongo. También obtuvo dos huertas en la calzada de Tacuba. En el ámbito administrativo, ocupó varios cargos en la Ciudad de México: fue regidor en 1528, alcalde ordinario en 1530 y 1547, alcalde de la mesta en diversas ocasiones, tenedor de bienes de difuntos y procurador en 1560.
Su matrimonio con Catalina Gómez de Escobar, hija del conquistador Francisco de Orduña, lo vinculó con las familias más destacadas de la época. Juntos tuvieron cuatro hijos y siete hijas, consolidando su linaje dentro de la élite colonial de la Nueva España.

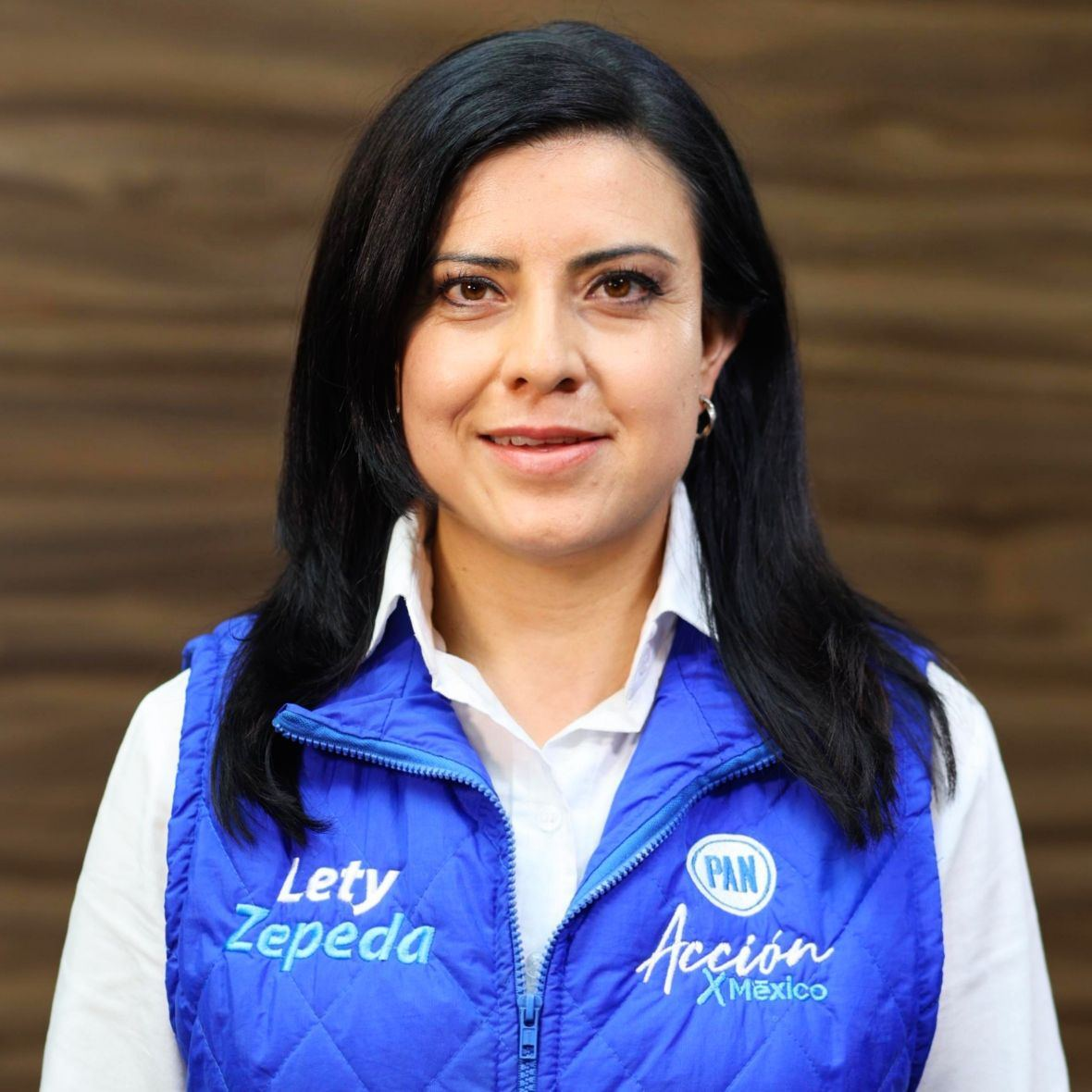
Lic. Leticia Zepeda Martínez

#### Leticia Zepeda Martínez (1976)
nacida el 7 de julio de 1976 en Chapa de Mota, Estado de México, es una política mexicana afiliada al Partido Acción Nacional (PAN). Es licenciada en Contaduría Pública por la Universidad Autónoma del Estado de México (UAEM). 
Su trayectoria política incluye haber sido diputada local en dos ocasiones y presidenta municipal de Chapa de Mota en tres periodos. En 2021, asumió como diputada federal en la LXV Legislatura, donde ha participado activamente en diversas comisiones. Además de su labor legislativa, Leticia Zepeda se desempeña como Secretaria General del PAN en el Estado de México.

#### Arnulfo M. García (1891-1969)

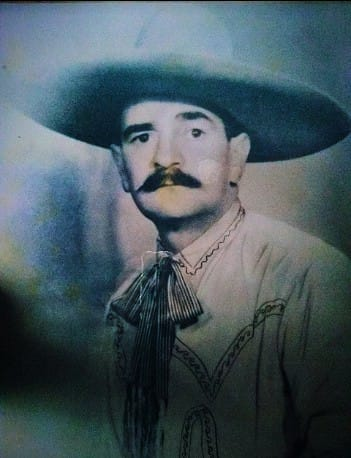
Arnulfo M. García

Fue un hacendado, militar y político originario de Chapa de Mota, Estado de México. Participó en la Revolución Mexicana como jefe de cuartel en su municipio. Posteriormente, administró las haciendas de Bodenquí y Cadenqui, lo que lo convirtió en una figura influyente en la región. En el ámbito político, fue tercer regidor en el periodo  1930-1931, posteriormente Presidente Municipal (1949-1951), así como síndico y juez durante la administración (1961-1963).
1. Tomás de Luna
2. Francisco de Salinas
3. Martín de Arangueren
4. María Martínez Rivera
5. Elisa Miranda Uribe